# Diablo Swing Orchestra
Diablo Swing Orchestra ou D:S:O é uma banda sueca de avant-garde metal formada em 2003. A banda mistura elementos do dark cabaret, flamenco, com música erudita e vertentes do heavy metal.

## História
O histórico da banda remonta ao ano de 1501, na Suécia. Conta a história, uma orquestra com desempenho inigualável cuja musicalidade tão divina e sedutora envolvia pessoas de todas as classes sociais. A orquestra rapidamente alcançou projeção, arrebatando uma multidão que seguia ao seu redor. Sua reputação de enfeitiçar as pessoas, porém, ficou mal vistas pelos olhos da Igreja que a referia com "orquestra do diabo", condenando os músicos à morte por enforcamento. Contudo, supostamente, foi deixada uma carta aos seus descendentes para que reunissem a orquestra.
Em 16 de agosto de 2014, através de seu Facebook oficial, a banda anunciou que AnnLouice Lögdlund havia saído da banda, em consequência de sua carreira na ópera tomar muito de seu tempo. A decisão teria sido mútua. Em contrapartida, eles anunciaram Kristin Evegård como a nova Sra. Diablo Swing.

### Pacifisticuffs(2014–2019)
Em 16 de agosto de 2014, a banda anunciou que AnnLouice Lögdlund estava deixando o grupo, uma vez que sua carreira na ópera estava lhe tomando cada vez mais tempo. Eles também anunciaram sua substituta, Kristin Evegård, que já apareceria no próximo single deles, "Jigsaw Hustle", lançado mais tarde naquele mesmo ano.
Logo depois, eles começaram a preparar seu próximo álbum, Pacifisticuffs, que foi gravado entre julho e outubro de 2016 e agendado para lançamento naquele mesmo ano. Contudo, a data foi adiada devido a problemas com a mixagem da obra, que acabou saindo apenas em dezembro de 2017. Ele foi precedido por dois outros singles, "Knucklehugs" em 3 de novembro e "The Age of Vulture Culture" em 1 de dezembro; "Jigsaw Hustle" figurou na lista de faixas, porém numa versão regravada. O disco, bem como a nova vocalista, foram elogiados pela crítica. Em 9 de fevereiro de 2019, eles lançaram um vídeo para "Superhero Jagganath".

### Swagger & Stroll Down the Rabbit Hole(2019–atualmente)
Em 3 de agosto de 2019, a banda anunciou em sua página do Faceook que estava trabalhando em seu quinto disco de estúdio, tendo àquela altura 12 músicas em variados estágios de completude. A ideia era começar a gravá-lo no meio de 2020.
Em 21 de fevereiro de 2020,, eles anunciaram que as gravações começariam em 4 de maio em Gotemburgo. Dois dias depois, eles anunciaram o título do álbum, Swagger & Stroll Down the Rabbit Hole. As gravações acabaram em 29 de agosto. Ele consistiria em 13 faixas, incluindo "Celebremos lo Inevitable", a primeira música da banda em espanhol. Devido aos contratempos impostos pela pandemia de COVID-19, a banda afirmou em abril de 2021 que restava apenas a masterização para que o disco estivesse completo. Eles esperavam, na época, conseguir lançá-lo ainda em 2021. em 15 de junho de 2021, a banda anunciou que o primeiro single do disco sairia em agosto e o segundo em outubro, com o disco saindo em novembro.

## Integrantes

### Integrantes atuais
- Pontus Mantefors - guitarra, sintetizador, FX e didjeridu
- Kristin Evegård - vocal
- Daniel Håkansson - guitarra, vocal e cítara
- Anders "Andy" Johansson - baixo
- Johan Norbäck - bateria
- Johannes Bergion - violoncelo
- Martin Isaksson - trompete, vocais de apoio
- Daniel Hedin - trombone, vocais de apoio

### Ex Integrantes
- Lisa Hansson - vocal
- Andreas Halvardsson - bateria
- Peter Karlsson - bateria, percussão
- AnnLouice Lögdlund - vocal

### Membros de apoio
- Emmy Lindström - violino
- Kristin Olsson - flauta
- P. G. Jukiussin - piano
- David Werthén - bateria
- Tobias Wiklund - trompete

### Músicos convidados
- Kosma Ranuer - vocal
Sing-Along Songs for the Damned & Delirious

## Estilo musical
A banda tem o metal como base, observado em quase todas as composições, a exceção de “D'angelo”, marcada pelo violão flamenco.
Sua originalidade está na mistura de estilos, a exemplo de “Balrog Boogie” com forte influência do jazz; “Pink Noise Waltz” com influência de blues; e “Poetic Pitbull Revolutions” com elementos burlescos e “western”, tais como o violão e grilos cantando.
Daniel Håkansson diz preferir classificar de “riot-opera” como a melhor definição para as músicas, que segundo ele captura o sentimento da D:S:O.

## Discografia

### EPs
- 2003 - “Borderline Hymns” (EP)

### Álbuns de estúdio
- 2006 - The Butcher's Ballroom - Inicialmente chamado de Viva la Faust
- 2009 - Sing Along Songs for the Damned & Delirious
- 2012 - Pandora's Piñata
- 2017 - Pacifisticuffs
- 2021 - Swagger & Stroll Down the Rabbit Hole